# Eleição municipal de Fortaleza em 1958
As eleições municipais de Fortaleza em 1958, aconteceram no dia 3 de outubro, como parte das eleições municipais no Brasil em 1958. Foi a quinta eleição municipal realizada na cidade de Fortaleza. Foram eleitos um prefeito, e 24 vereadores. O prefeito titular, à época da eleição, era Acrísio Moreira da Rocha.
O General Manuel Cordeiro Neto sagrou-se vencedor na disputa para prefeito, recebendo  41,11% dos votos válidos, derrotando Ari de Sá Cavalcante e Flávio Marcílio

## Candidatos
Foram apresentadas três candidaturas à prefeito:
Nota: a tabela a seguir está organizada por ordem alfabética de candidatos.
| Prefeito(a)          | Prefeito(a) | Prefeito(a) | Prefeito(a)   |
| Candidato            | Partido     | Partido     | Coligação     |
| -------------------- | ----------- | ----------- | ------------- |
| Ari de Sá Cavalcante |             | PSD         | Sem coligação |
| Flávio Marcílio      |             | PTB         | Sem coligação |
| Manoel Cordeiro Neto |             | PL          | Sem coligação |

| Vice-prefeito(a)           | Vice-prefeito(a) | Vice-prefeito(a) | Vice-prefeito(a) |
| Candidato                  | Partido          | Partido          | Coligação        |
| -------------------------- | ---------------- | ---------------- | ---------------- |
| Aécio de Borba Vasconcelos |                  | PL               | Sem coligação    |

Fonte: 

## Resultados

### Prefeito
| Candidato(a)                   | Turno Único 3 de outubro de 1958 | Turno Único 3 de outubro de 1958 |
| Candidato(a)                   | Total                            | Percentagem                      |
| ------------------------------ | -------------------------------- | -------------------------------- |
| Gal. Manoel Cordeiro Neto (PL) | 36.070                           | 41,11%                           |
| Ari de Sá Cavalcante (PSD)     | 28.484                           | 32,47%                           |
| Flávio Marcílio (PTB)          | 23.179                           | 26,42%                           |

#### Vice-prefeito
| Candidato(a)        | Turno Único 3 de outubro de 1958 |
| Candidato(a)        | Total                            |
| ------------------- | -------------------------------- |
| Aécio de Borba (PL) | 28.510                           |

Fonte:
| Partido | Partido | Candidato       | Votos  | Votos (%) |
| ------- | ------- | --------------- | ------ | --------- |
|         | PL      | Manoel Cordeiro | 36 070 | 41,11%    |
|         | PSD     | Ari de Sá       | 28 484 | 32,47%    |
|         | PTB     | Flávio Marcílio | 23 179 | 26,42%    |
| Totais  | Totais  | Totais          | 87 733 |           |

## Vereadores Eleitos
| Candidato                          | Partido/Coligação | Votação |
| ---------------------------------- | ----------------- | ------- |
| José Barros de Alencar             | PTB               | 1408    |
| Antônio Adhemar Arruda             | PTB               | 1121    |
| José Araújo de Pontes              | PTB               | 1030    |
| Hermenegildo Barroso de Melo       | PTB               | 901     |
| José Ribamar Vasconcelos           | PRT               | 1753    |
| Raimundo Nonato de Morais          | PRT               | 1252    |
| José Aloísio Correia               | PRT               | 871     |
| José Batista Barbosa               | PRT               | 861     |
| José Batista de Oliveira           | UDN               | 1566    |
| Antônio Costa Filho                | UDN               | 1307    |
| José Martins Timbó                 | UDN               | 1271    |
| Walter Cavalcante Sá               | PSD               | 1331    |
| Dórian Sampaio                     | PSD               | 911     |
| Pedro Pierre de Lima               | PSD               | 887     |
| Agamenon Frota Leitão              | PSP               | 1078    |
| Mozart Gomes de Lima               | PSP               | 1068    |
| Carlos Cavalcante                  | PSP               | 653     |
| Djalma Eufrásio Rodrigues          | PL                | 1101    |
| Maria Myrtes lopes Campos          | PL                | 790     |
| José Edmar Mota Barros de Oliveira | PL                | 709     |
| Raimundo Ferreira Ximenes Neto     | PR                | 1444    |
| José Maria Marques                 | PR                | 852     |
| José Fiúsa Gomes                   | PR                | 827     |
| Raimundo Rodrigues Pinto           | PRP               | 755     |

Fonte: 